# إدارة الآفات المتكاملة

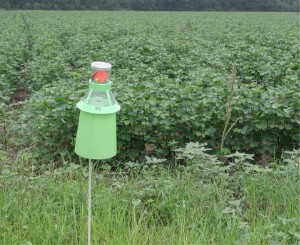

إدارة الآفات المتكاملة (بالإنجليزية: Integrated pest management, IPM)، والمعروفة أيضًا باسم مكافحة الآفات المتكاملة هي نهج واسع النطاق يدمج الممارسات الاقتصادية لمكافحة الآفات. تهدف مكافحة الآفات المتكاملة إلى قمع مجموعات الآفات تحت مستوى الإصابة الاقتصادية. وتُعرِّف منظمة الأغذية والزراعة التابعة للأمم المتحدة المكافحة المتكاملة للآفات بأنها »النظر بعناية في جميع تقنيات مكافحة الآفات المتاحة والتدابير المتكاملة والملائمة اللاحقة التي تثبط تطور الآفات، فضلًا عن الحفاظ على المبيدات الحشرية وغيرها من التدخلات ضمن مستويات مبرّرة اقتصاديًا تخفض أو تقلل من المخاطر المهددة لصحة الإنسان والبيئة. وتضمن مكافحة الآفات المتكاملة نمو محصول صحي بأقل قدر ممكن من الاضطرابات في الأنظمة البيئية الزراعية، وتشجع آليات مكافحة الآفات الطبيعية.» وقد حث علماء الحشرات وعلماء البيئة على تبني مكافحة الآفات المتكاملة منذ سبعينيات القرن الماضي. تتيح مكافحة الآفات المتكاملة سيطرة أكثر أمانًا على الآفات.

## تاريخيًا
عقب نهاية الحرب العالمية الثانية، أصبحت المبيدات الحشرية الاصطناعية متوفرة على نطاق واسع، فأطلق علماء الحشرات في كاليفورنيا مفهوم «مكافحة الحشرات الخاضعة للإشراف». وفي نفس الوقت تقريبًا، دعى علماء الحشرات في كوتون بيلت في أمريكا إلى اتباع نهج مماثل. بموجب هذا المخطط، راقب علماء الحشرات الموثوقون ممارسات مكافحة الحشرات، واستندت استخدامات المبيدات على النتائج التي توصل إليها الرصد الدوري للآفات والمجموعات العدوة للطبيعة.
وفي خمسينيات القرن الماضي، شكلت الرقابة الخاضعة للإشراف جزءًا كبيرًا من الأساس المفاهيمي للسيطرة المتكاملة التي حددها علماء الحشرات بجامعة كاليفورنيا. وسعت المكافحة المتكاملة إلى تحديد أفضل مزيج من الضوابط الكيميائية والبيولوجية لكل آفة. آنذاك كانت المبيدات الحشرية الكيميائية تستخدم بطريقة أقل إزعاجًا في المكافحة البيولوجية. وجدير بالذكر أن المصطلح «متكامل» كان مرادفًا لمصطلح «متوافق». وطبقت الضوابط الكيميائية بعد أن أشارت المراقبة المنتظمة إلى أن عدد الآفات وصل إلى مستوى العتبة الإقتصادية، علمًا بأن هذا المستوى يتطلب علاجًا لمنع العدد من الوصول إلى مستوى الإصابة الاقتصادية عندما يتجاوز حجم الخسائر الاقتصادية تكاليف التدابير الرقابية.
وسّعت مكافحة الآفات المتكاملة مصطلح المكافحة المتكاملة لتشمل جميع فئات الآفات والتكتيكات المستخدمة لمكافحتها. فاعتبرت وسائل السيطرة  كالمبيدات الحشرية إحدى التطبيقات على المكافحة المتكاملة، غير أنها يجب أن تتوافق حاليًا والتكتيكات المنصوص عليها في سبل مقاومة الآفات. أصبحت التكتيكات الأخرى مثل مقاومة النباتات المضيفة والتلاعب الثقافي جزءًا من إطار عمل إدارة الآفات المتكاملة، والتي تجمع بين علماء الحشرات وعلماء أمراض النبات وعلماء الممسودات وعلماء الأعشاب.
في الولايات المتحدة، صيغت إدارة الآفات المتكاملة ضمن سياسة وطنية في فبراير 1972، إذ أمر الرئيس ريتشارد نيكسون الوكالات الفيدرالية باتخاذ خطوات للنهوض بتطبيق إدارة الآفات المتكاملة في جميع القطاعات ذات الصلة. في عام 1979، أسس الرئيس الأمريكي جيمي كارتر لجنة تنسيق مشتركة بين الوكالات لضمان تطوير وتنفيذ ممارسات إدارة الآفات المتكاملة.
تلقى بيري ادكيسون وراي سميث جائزة الغذاء العالمية في عام 1997 لتشجيعهما على تطبيق إدارة الآفات المتكاملة.

## التطبيقات
تُستخدم إدارة الآفات المتكاملة في الزراعة والبستنة والحراجة والمساكن البشرية والحفظ الوقائي ومكافحة الآفات العامة، وتشكل كذلك إدارة الآفات الهيكلية والآفات العشبية وآفات الزينة.

## المبادئ
يرتكز نظام إدارة الآفات المتكاملة الأمريكي حول ستة عناصر أساسية:
مستويات الآفات المقبولة
يتم التركيز على المكافحة عوضًا عن الاستئصال. ترى إدارة الآفات المتكاملة أن القضاء على مجموعة كاملة من الآفات أمر مستحيل في كثير من الأحيان، وقد تكلف المحاولة مبالغ طائلة، فضلًا عن المخاطر المحيطة بها. وتعمل برامج إدارة الآفات المتكاملة أولًا على إنشاء مستويات مقبولة من الآفات تُدعى عتبات الإجراءات، وتطبيق الضوابط في حال تعدي العتبات. وترتبط عتبة خاصة بكل نوع من الآفات ومواقعها، ما يشير إلى إمكانية نوع معين من الأعشاب في موقع معين مثل البرسيم الأبيض دون موقع آخر. بالإضافة إلى أن السماح لمجموعة من الآفات بالبقاء ضمن حدود معقولة يقلل من ضغط الانتقاء. وهذا من شأنه تخفيض شدة المقاومة التي تطورها الآفات لمقاومة عمليات التحكم، فإذا قتلت جميع الآفات تقريبًا، عندئذ ستخلف الآفات ذات المقاومة أسسًا جينية لمجموعة آفات مستقبلية. بالإبقاء على عدد كبير من الأنواع غير المقاوِمة، سينخفض معدل انتشار أي جينات مقاومة. وعلى النحو ذاته، فإن الاستخدام المتكرر لفئة معينة من الضوابط سيخلق مجموعات من الآفات المقاومة لتلك الفئة، في حين أن التناوب بين الفئات يساعد على منع ذلك.
الممارسات الثقافية الوقائية
يتمثل خط الدفاع الأول في اختيار الأصناف الأفضل لظروف النمو المحلية والحفاظ على المحاصيل الصحية. يلي ذلك الحجر الصحي للنباتات و«التقنيات الثقافية» مثل الصرف الصحي للمحاصيل، ومن أمثلتها إزالة النباتات المريضة وتنظيف مقصات التقليم لمنع انتشار العدوى. وبإضافة البكتيريا والفطريات المفيدة إلى وسائط تنمية المحاصيل البستانية المعرضة للأمراض الجذرية، ستنخفض الحاجة كثيرًا إلى المبيدات الفطرية.
المراقبة
تعتبر المراقبة المنتظمة أمرًا بالغ الأهمية، تُقسم المراقبة إلى الفحص وتحديد الهوية. ويستخدم الفحص البصري ومصائد الحشرات والأبواغ وغيرها من الطرق لمراقبة مستويات الآفات. يُعتبر حفظ السجلات أمرًا مهمًا، وكذلك المعرفة الدقيقة لسلوك الآفات المستهدفة والدورات الإنجابية. وبما أنّ الحشرات من ذوات الدم البارد، يعتمد نموها البدني على درجات حرارة المنطقة. وتتشكل العديد من دورات نمو الحشرات اعتمادًا على درجات الحرارة على مدار اليوم، والتي تحدد الوقت الأمثل لتفشي حشرة معينة. وتتبع مسببات الأمراض النباتية أنماطًا مماثلة من الاستجابة للطقس والموسم.
الضوابط الميكانيكية
تكون الأولية للطرق الميكانيكية عند وصول الآفة إلى مستوى غير مقبول. وتشمل هذه الطرق الانتقاء اليدوي البسيط والحواجز والفخاخ والكنس والحرث لتعطيل التكاثر.
الضوابط البيولوجية
قد توفر العمليات والمواد البيولوجية الطبيعية سيطرة ضمن تأثير بيئي مقبول، وغالبًا ما تكون ذات تكلفة أقل. وينطوي النهج الرئيسي على زيادة عدد الحشرات المفيدة التي تأكل الآفات المستهدفة أو تحدث اضطرابًا لديها. ويندرج أيضًا في هذه الفئة المبيدات الحشرية البيولوجية، وخصوصًا تلك المستخلصة من الكائنات الحية الدقيقة التي تنمو بصورة طبيعية؛ مثل العصوية التورنجية والفطريات والديدان الخيطية المسببة للأمراض، وما زال الكثير من التقنيات البيولوجية أو البيئية قيد التقييم.
الاستخدام المسؤول
تستخدم المبيدات الاصطناعية ضمن الحد المطلوب، وغالبًا خلال أوقات محددة فقط من دورة حياة الآفة. وتصنع العديد من المبيدات الجديدة من النباتات أو المواد التي تنشأ بشكل طبيعي، مثل النيكوتين ونبات العاقر قرحا ونظائر الهرمونات اليفعة للحشرات، وبالإمكان تغيير المكونات حاملة السم أو النشطة لتوفير نشاط بيولوجي أو استقرار متزايد. وينبغي أن تصل تطبيقات مبيدات الآفات إلى أهدافها المقصودة. وتعتبر مطابقة تقنية التطبيق مع المحاصيل والآفات والمبيدات الحشرية أمرًا بالغ الأهمية. ويؤدي استخدام معدات الرش ذات الحجم القليل إلى خفض معدلات استخدام المبيدات وتكاليف اليد العاملة.
قد يكون نظام إدارة الآفات المتكاملة بسيطًا أو متطورًا. تاريخيا، كان التركيز الرئيسي لبرامج إدارة الآفات المتكاملة على آفات الحشرات الزراعية. وعلى الرغم من أنه أسس أصلاً لإدارة الآفات الزراعية، إلا أن برامج إدارة الآفات المتكاملة توسعت لتشمل الأمراض والأعشاب الضارة والآفات الأخرى التي تتعارض وأهداف إدارة المواقع مثل الهياكل السكنية والتجارية ومناطق العشب والمروج والحدائق المنزلية والمجتمعية.